# Mitsubishi Dignity
Mitsubishi Dignity (яп. _BOS_菱・ディグニ _BOS_ィ, хэпбёрн: Mitsubishi Diguniti) — представительский автомобиль, выпускавшийся компанией Mitsubishi Motors с 1999 по 2001 год. Являлся флагманской моделью наряду с укороченным Proudia. В Японии автомобиль продавался в розничной сети Galant Shop. 
Название Dignity использовалось для описания «несравненного величия и величественной статности» модели. 

## Первое поколение (S43A; 1999—2001)
Модельный ряд Mitsubishi Proudia и Mitsubishi Dignity был совместной разработкой Mitsubishi Motors и Hyundai. Конкурентами являлись Nissan President, Toyota Celsior и Toyota Century.
Автомобиль оснащался двигателем 8A80 объёмом 4498 см3, мощностью 206 кВт (280 л. с.) при 5000 об/мин и крутящим моментом 412 Н⋅м при 4000 об/мин. Длина увеличена на 10 мм, а колёсная база — на 250 мм.

В комплектации входили прибор с зарядовой связью для наблюдения за соседними полосами движения и обстановкой позади автомобиля, а также адаптивным круиз-контролем с активацией лидара, включая саморегулирующуюся многорычажную пневматическую подвеску.
- Вид спереди
- Вид сзади

### Продажи
| Год  | Произведено | Продажи |
| ---- | ----------- | ------- |
| 1999 | 15          | 11      |
| 2000 | 42          | 45      |
| 2001 | 2           | 3       |

## Второе поколение (BHGY51; 2012—2016)
Второе поколение Mitsubishi Dignity являлось лицензионным клоном пятого поколения Nissan Cima. В отличие от предыдущей модели, масса облегчена на 200 кг. Продажи начались 26 апреля 2012 года. BHGY51 являлся первым гибридным автомобилем Mitsubishi Motors. Автомобиль оснащался двигателем VQ35HR (V6) объёмом 3498 см3. В ноябре 2016 года производство Mitsubishi Dignity было остановлено.
- Вид спереди
- Вид сзади